# غراتان
الغَرْتَن أو الغِرَاتان (بالفرنسية: Gratin)‏، ثمَّة أنواع عديدة من الغرتن كالغرتن بالخضار، الغَرتن بثمار البحر وغيرها ولكن الطبق الأكثر تحضيراً هو الغرتن بالبطاطا.

## غرتن البطاطا
يحضّر من البطاطا والحليب والزبدة والقشدة (الكريمة) وجوزة الطيب والفلفل والملح. وقد يُضاف الجبن المبشور بدلًا من القشدة.

## وصلات خارجية
- http://cook.lakii.com/cook-1184.htm
- وصفة غراتان البطاطا